# Точма

Точма — река в России, протекает в Чухломском и Солигаличском районах Костромской области. Устье реки находится в 18 км по левому берегу реки Воча. Длина реки составляет 30 км, площадь водосборного бассейна 112 км².
Исток реки в лесу западнее деревни Аниково в 15 км к северо-западу от Чухломы. Река течёт на север, в верхнем течении протекает деревни Аниково и Федотово, среднее и нижнее течение проходит по ненаселённому лесу. Впадает в Вочу ниже деревни Дуплево.

## Данные водного реестра
По данным государственного водного реестра России относится к Верхневолжскому бассейновому округу, водохозяйственный участок реки — Кострома от истока до водомерного поста у деревни Исады, речной подбассейн реки — Волга ниже Рыбинского водохранилища до впадения Оки. Речной бассейн реки — (Верхняя) Волга до Куйбышевского водохранилища (без бассейна Оки).
По данным геоинформационной системы водохозяйственного районирования территории РФ, подготовленной Федеральным агентством водных ресурсов:
- Код водного объекта в государственном водном реестре — 08010300112110000011802
- Код по гидрологической изученности (ГИ) — 110001180
- Код бассейна — 08.01.03.001
- Номер тома по ГИ — 10
- Выпуск по ГИ — 0